# Sarcophaga perspicax
Sarcophaga perspicax är en tvåvingeart som beskrevs av Aldrich 1916. Sarcophaga perspicax ingår i släktet Sarcophaga och familjen köttflugor. Inga underarter finns listade i Catalogue of Life.